# Francisco Camarasa Pina
Francisco Camarasa Pina   (Alcoi, 1963 - Castalla, 10 de juliol de 2016) va ser un editor de còmics valencià, director d'Edicions de Ponent.
Durant la seua infantesa, va començar llegint còmics de Pumbi, encara que el seu heroi favorit seria El guerrer de l'antifaç. El 1995 va crear, al costat de Diego Ruiz de la Torre Gómez, el segell Joputa CB, que tres anys després van transformar en una societat limitada amb el nou nom d'Edicions de Ponent S. L.
Al costat de Pedro Porcel i Álvaro Pons va comissariar el 2007 una exposició que repassava la història del còmic valencià. Un any després, amb altres prestigiosos especialistes del mitjà, va anunciar la fundació, a partir de les seues pròpies col·leccions, d'un Centre de Documentació del Còmic a Onil, així com la celebració d'un Saló del Còmic a València vinculat a la Mostra de Cinema del Mediterrani, que tancaria poc després per falta de fons. El 2010, emparat en l'èxit d'obres com L'art de volar, va iniciar una campanya d'internacionalització dels productes de la seua editorial. A l'any següent, es va convertir en President de la nounada Associació d'Editors de Còmic d'Espanya. Va morir en juliol de 2016, després d'una malaltia.